# 喀麥隆外交

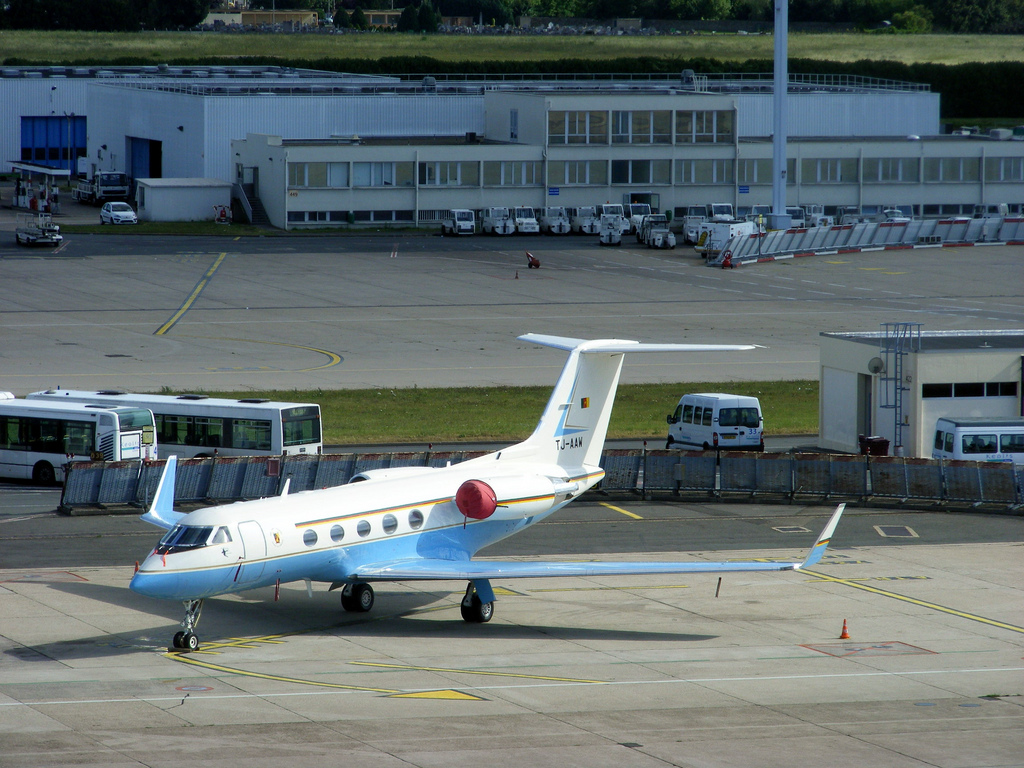
喀麦隆政府專機

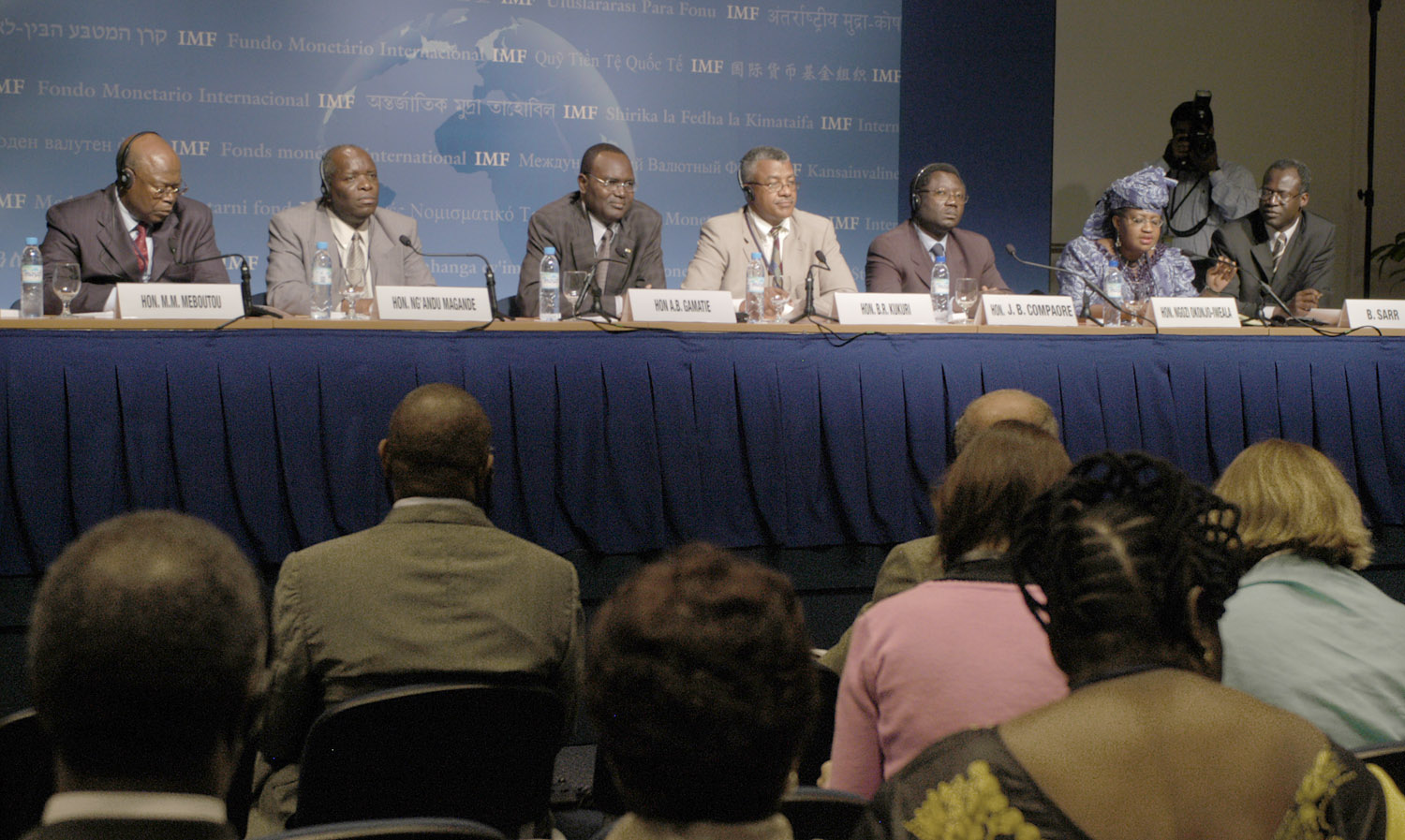
喀麦隆參加2003非洲財長會議

與中部非洲國家及其他發展中國家建立無爭議性且開放性的關係是喀麥隆的主要外交政策，喀麦隆也奉行不結盟政策，且加強與最不发达国家的關係。喀麥隆也在聯合國裏積極参与維和、法治、環保、第三世界國家經濟發展及人權相關事務。喀麥隆無反抗性態度讓它避免其他國家的批評。
喀麥隆與美國及其他發展中國家保持密切友好關係，但特別與法國維持緊密夥伴關係，雙方訂有軍事、經濟及文化等相關協定或條約。中華人民共和國對喀麥隆也有醫療衛生及公共建設的援助，喀麥隆與周邊鄰國均保持友好關係，但除了奈及利亞之外，雙方曾在蘊藏石油與天然氣的巴卡西半島發生軍事衝突，喀麥隆針對此事向國際法院提出訴狀，而此舉也讓聯合國派駐維和部隊於中部非洲。
喀麥隆在查德湖與部份國家有邊界問題，該湖之完整邊界尚待喀麥隆、查德、尼日尔及奈及利亞商討確定。另外與赤道幾內亞有經濟海域劃分爭議。

## 与欧美各国的关系

### 法國
法國是喀麥隆最密切的夥伴國家，独立前喀麦隆大部分地区为法国殖民地，法语也是喀麦隆最主要的官方语言。雙方主要關係在於法國援助喀麥隆之經濟社會發展，法國在喀投資約有一百六十多家企業，在喀投資額約佔外國投資額的百分之五十，對喀援助佔喀接受外援的百分之四十。法國在喀僑民約七千人，喀麦隆在法僑民近兩萬人，留學生約兩千人。法國亦是喀麥隆第一大貿易夥伴。

### 美國
美國與喀麥隆維持密切合作關係，而美國對喀麥隆的人權及經濟社會發展之關心亦為雙方建立密切關係的基礎，美國對外援助發展局因預算經費理由而於1994年關閉對喀麥隆計畫。目前大約有一百四十多名美籍義工在喀麥隆对该国的農業、社區發展、教育及衛生方面給予協助。喀麥隆在國際組織及國際議題上均支持美國。

### 英國及聯邦成員國
喀麥隆於1995年11月1日獲准加入英聯邦，英國與喀麥隆亦保持友好關係。英國部份品牌公司均有在喀麥隆設分公司，其中包括帝亞吉歐旗下的金氏黑啤酒公司(建力士)、殼牌公司、英美煙草公司、渣打銀行等企業。英國及聯邦每年均提供喀麥隆援助計畫。

## 与亚太各国的关系

### 中華人民共和國
喀麥隆於1971年3月26日與中華人民共和國建立正式外交關係，自建交以来，雙方關係與日俱增。中國大陸輸出到喀麦隆的貨物主要有化工、機械等多種產品，在2012年出口了7.41億美元到當地。喀麦隆出口來華的貨物主要為原油、木材和棉，在同年輸出了7.31億美元到中國大陸。
中華人民共和國對喀援助項目包括會議大廈、拉格都水電站、拉格都農業發展项目、殘障婦女縫紉車間、婦女兒童專屬醫院等大型基础設施，2004年8月中華人民共和國修建的雅温得体育馆舉行奠基儀式。中国土木工程集团有限公司及中国水电建设集团国际工程有限公司也承包了喀麥隆掘井及築路工程。
中華人民共和國每年均提供獎學金給喀麥隆，喀在華留學生有四十人，截至2015年5月，喀麦隆共有3所孔子學院，中国教师亦向當地人提供漢語教育，也有提供中華文化課程。1989年，中国也援助雅温得大學建立微生務實驗室。
中華人民共和國自1975年起派医疗队到喀麦隆，队员由山西省當局选派；医疗队不單在當地医院服務，也會到村莊裡為民眾看病和检查身体，提供针灸等醫療服務，並向民眾送贈药物。2009年，中華人民共和國為喀麦隆援建了一座疟疾防治中心，捐贈相關的医疗器械和药物，又派专家到當地交流。
2006年，喀麦隆於北京召開的第三屆中非合作論壇後與中華人民共和國將升為新合作夥伴及軍事戰略夥伴關係。

### 中華民國
喀麥隆曾於1960年1月與中華民國建立正式外交關係，不過雙方僅維持十一年的邦誼，自1971年轉與中華人民共和國建立大使級外交關係後便與中華民國斷交。

### 以色列
喀麦隆于1960年9月15月与以色列建交，期间一度于1973年断交，但两国已于1986年8月恢复邦交，此后两国一直维持着良好的双边关系，喀麦隆对联合国多项反以色列决议投反对票，是唯一一个与以色列一道反对联合国“援助巴勒斯坦难民”决议的国家。喀麦隆也是非洲唯二不承认巴勒斯坦的国家（另一个是厄立特里亚）。

### 日本
1960年1月1日建交，1988年1月，喀麦隆在东京都开设大使馆并兼辖澳洲。1991年，日本在雅温得开设了大使馆。

### 越南
越南与喀麦隆于1972年8月30日建交，目前两国尚未在对方国家设置大使馆，喀麦隆驻华大使馆兼辖对越南的相关事务，越南驻奈及利亚大使馆兼辖喀麦隆相关事务，越南也在喀麦隆第一大城市杜阿拉设有名誉领事馆。2014年，越南軍用電子電信开始与喀麦隆政府联营Nexttel电信公司并为喀麦隆公民提供3G电信服务，Nexttel电信公司是喀麦隆国内首个提供3G电信网路的电信公司。

### 印尼
两国于1992年建交，印尼在2020年于雅温得开设了大使馆。

## 与邻国的关系

### 奈及利亞
喀麥隆與奈及利亞雙方因歷史因素而有領土爭議，富產石油的巴卡西半島還引起雙方軍事衝突，而奈及利亞遂與喀麥隆斷交六十多天。2002年10月10日國際法院依據1913年英德條約、1931年法英換文及尼喀兩國政府之協議文件做出判決，即巴卡西半島及乍德湖部份地區畫歸喀麥隆，其餘部份歸奈及利亞，2006年奈及利亞向喀麥隆移交巴卡西半島主權。

## 駐外機構

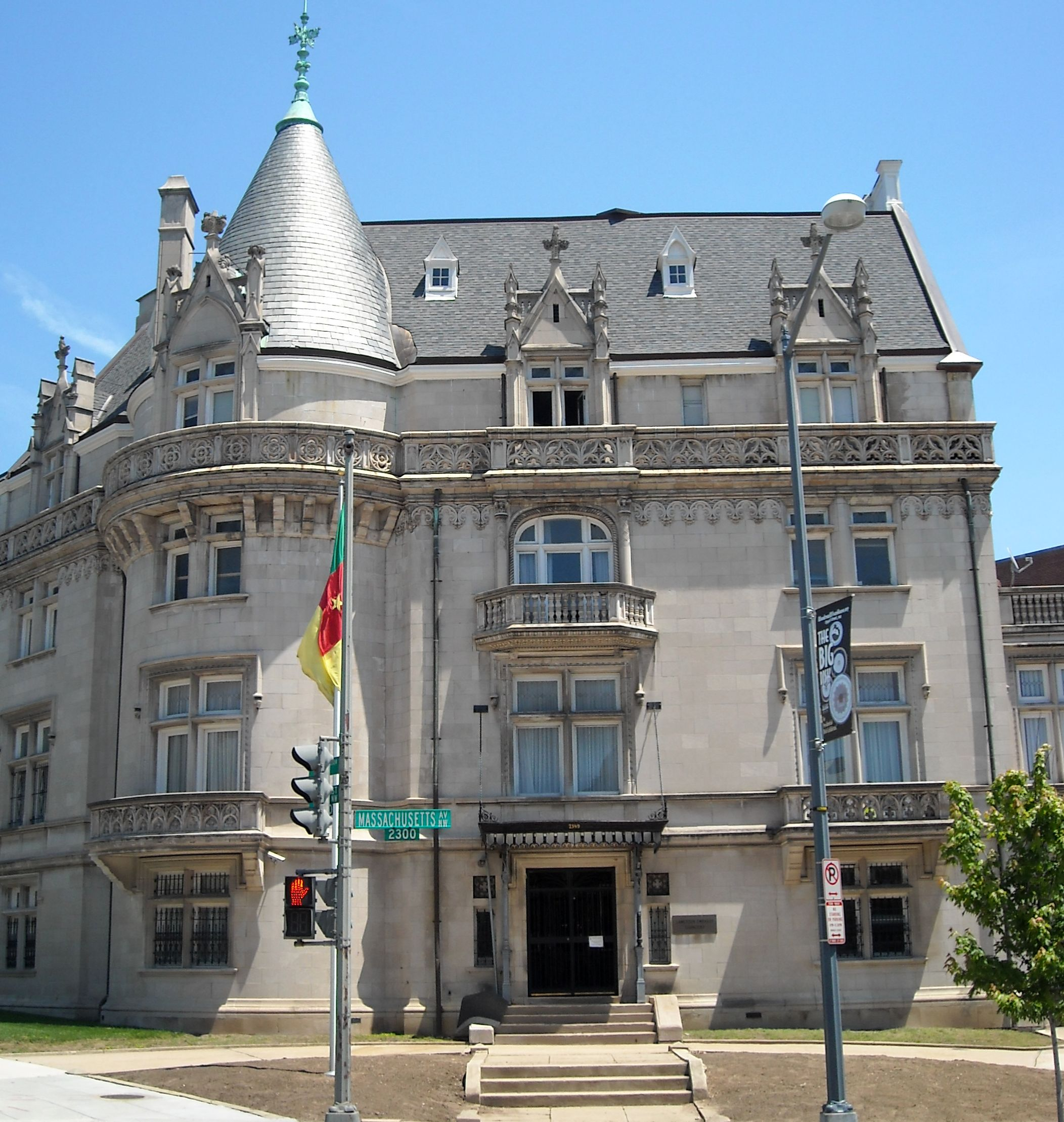
喀麥隆駐美國大使館

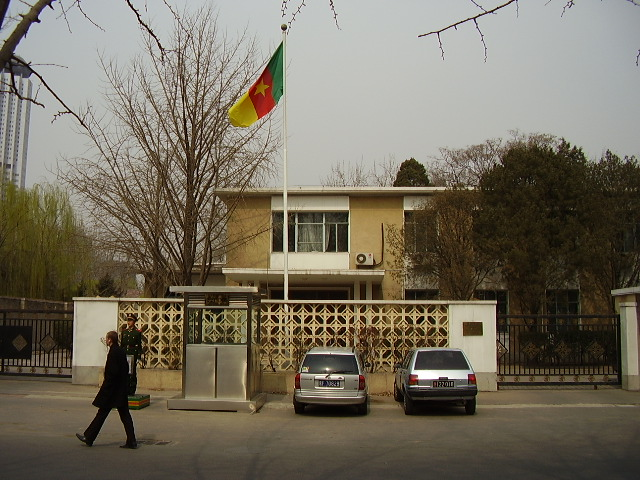
喀麥隆駐中华人民共和國大使館

至2019年12月，喀麦隆已与133个国家建交，并向32个国家派出常驻外交机构。
| - 阿尔及利亚 喀麥隆共和國駐阿爾及利亞大使館 - 比利时 喀麥隆共和國駐比利時大使館 - 巴西 喀麥隆共和國駐巴西大使館 - 加拿大 喀麥隆共和國駐加拿大高級專員公署 - 中非 喀麥隆共和國駐中非共和国大使館 - 喀麥隆共和國駐查德大使館 - 中华人民共和国 喀麥隆共和國駐中华人民共和国大使館 - 刚果共和国 喀麥隆共和國駐剛果共和国大使館 - 刚果民主共和国 喀麥隆共和國駐剛果民主共和国大使館 - 喀麥隆共和國駐科特迪瓦大使館 - 埃及 喀麥隆共和國駐埃及大使館 - 衣索比亞 喀麥隆共和國駐衣索比亞大使館 - 赤道几内亚 喀麥隆共和國駐赤道幾內亞大使館 - 法國 喀麥隆共和國駐法國大使館 - 加彭 喀麥隆共和國駐加彭大使館 - 德国 喀麥隆共和國駐德國大使館 | - 以色列 喀麥隆共和國駐以色列大使館 - 義大利 喀麥隆共和國駐義大利大使館 - 日本 喀麥隆共和國駐日本大使館 - 喀麥隆共和國駐肯尼亚总领事馆 - 大韓民國 喀麥隆共和國駐韩国大使館 - 科威特 喀麥隆共和國駐科威特总领事馆 - 摩洛哥 喀麥隆共和國駐摩洛哥大使館 - 荷蘭 喀麥隆共和國駐荷蘭大使館 - 奈及利亞 喀麥隆共和國駐奈及利亞大使館 - 俄羅斯 喀麥隆共和國駐俄羅斯大使館 - 沙烏地阿拉伯 喀麥隆共和國駐沙烏地阿拉伯大使馆 - 塞内加尔 喀麥隆共和國駐塞內加爾大使館 - 南非 喀麥隆共和國駐南非高級專員公署 - 西班牙 喀麥隆共和國駐西班牙大使館 - 瑞典 喀麥隆共和國駐瑞典大使馆 - 突尼西亞 喀麥隆共和國駐突尼斯大使馆 - 英国 喀麥隆共和國駐英國高級專員公署 - 美国 喀麥隆共和國駐美國大使館 - 喀麥隆共和國常駐聯合國代表團 - 喀麥隆共和國常駐聯合國日內瓦辦事處及其他國際組織代表團 |